# 清水貞夫
清水 貞夫（しみず さだお、1940年1月21日 - ）は、日本の障害児教育学者。宮城教育大学名誉教授。

## 略歴
東京生まれ。1962年東京大学教育学部卒、和光学園小・中学校教諭、1967年宮城教育大学講師、助教授、教授、2004年定年退官、名誉教授、長野大学社会福祉学部教授、2010年退職。
2007年民主教育をすすめる宮城の会代表。
2020年瑞宝中綬章受章。

## 著書
- 『「軽度」精神遅滞の教育計画』田研出版　1998
- 『障害児のための授業づくり』全国障害者問題研究会出版部　2000
- 『特別支援教育と障害児教育』クリエイツかもがわ 2003
- 『アメリカの軽度発達障害児教育 「無償の適切な教育」を保障』クリエイツかもがわ 2004
- 『インクルーシブな社会をめざして ノーマリゼーション・インクルージョン・障害者権利条約』クリエイツかもがわ 2010

### 共編著
- 『統合保育 その理論と実際』小松秀茂共編著　学苑社　1987
- 『障害児教育改革の展望』茂木俊彦共編著　全国障害者問題研究会出版部　1995
- 『障害児教育学』大久保哲夫共編　全国障害者問題研究会出版部　講座発達保障　1997
- 『障害児教育における授業改善の技法』編著　学苑社　1997
- 『障害児教育の教育課程・方法』玉村公二彦共編　培風館　障害児教育シリーズ　1997
- 『「個別指導計画」を考える』品川文雄,杉浦洋一共編　全国障害者問題研究会出版部　1998
- 『知的なおくれのある子どもたち』茂木俊彦監修 清水編 稲沢潤子文 大月書店　障害を知る本 子どものためのバリアフリーブック 1998
- 『障害教育方法の探究 課題と論点』渡辺健治共編著　田研出版　2000
- 『障害児の「総合的な学習の時間」』荒川智,品川文雄共編　全国障害者問題研究会出版部　2001
- 『障害者福祉の現状・課題・将来』中村尚子共編　培風館　障害児教育シリーズ　2003
- 『通常学校の障害児教育 「特別支援教育」時代の実践と課題を問う』青木道忠,品川文雄共編 クリエイツかもがわ 2003
- 『特別支援教育の「総合的な学習の時間」 実践撰集』三浦光哉共編著　田研出版　2003
- 『キーワードブック障害児教育 特別支援教育時代の基礎知識』藤本文朗共編集代表 青木道忠,荒木穂積,黒田学,津田充幸,向井啓二編　クリエイツかもがわ 2005
- 『「個別の教育支援計画」と生涯ケア 特別支援教育と障害児者の支援』相澤雅文共著　クリエイツかもがわ 2006
- 『必携・特別支援教育コーディネーター』相澤雅文,三浦光哉共編著　クリエイツかもがわ 2007
- 『特別支援教育コーディネーター必携ハンドブック』相澤雅文,二通諭,三浦光哉共編著　クリエイツかもがわ 2011
- 『インクルーシブ教育への提言 特別支援教育の革新』編著　クリエイツかもがわ　2012
- 『キーワードブック特別支援教育の授業づくり 授業創造の基礎知識』渡邉健治,湯浅恭正共編著　クリエイツかもがわ　2012

### 翻訳
- パーカー『中心統合法の理論』西村誠共訳　明治図書出版　世界教育学選集　1976
- K.ドフリース『小さな天使 あるダウン症児の生涯』鈴木克明共訳　学苑社　1977
- ヴォルフェンスベルガー『ノーマリゼーション 社会福祉サービスの本質』中園康夫共編訳　学苑社　1982
- Peter L.Tyor, Leland V.Bell『精神薄弱者とコミュニティ その歴史』国分充共監訳　相川書房　1988
- E.ジグラー, R.M.ホダップ『ジグラー学派の精神遅滞論』小松秀茂共監訳　田研出版　1990
- R.M.ホダップ,E. ジグラー,J.A.ブゥラック編『障害児理解の到達点 ジグラー学派の発達論的アプローチ』小松秀茂共編訳　田研出版　1994
- マイケル・ベヴェリッジ,I.リュダー, G.コンティ・ラムズデン『知的障害者の言語とコミュニケーション』今野和夫共監訳　学苑社　1994
- J.W.トレント Jr.『「精神薄弱」の誕生と変貌 アメリカにおける精神遅滞の歴史』茂木俊彦,中村満紀男共監訳　学苑社　1997
- エリザベス・カウン『インクルーシブ教育とコーディネーターの仕事 イギリスにおける特別ニーズ教育コーディネーターの役割と機能』渡辺正敏共訳　田研出版　2008

## 論文
- Cinii